# Derobrochus aeternus
Derobrochus aeternus is een fossiele soort schietmot uit de familie Polycentropodidae.